# レオナルド・メラッツィ
レオナルド・セバスティアン・メラッシ・ピネラ（Leonardo Sebastián Melazzi Pinela, 1991年2月4日 - ）は、ウルグアイ・モンテビデオ出身のサッカー選手。ACベッリンツォーナ所属。ポジションはフォワード。

## 経歴
母国のダヌービオFCのユースで育ち、2009年に18歳でトップチームデビュー。ダヌービオでの3シーズンを経て、2012年8月にイタリア・セリエAのジェノアCFCへレンタル移籍したが、半年後にはダヌービオに戻った。
2018年シーズンより、カンペオナート・ナシオナルのデポルテス・イキケへ加入した。

## 代表歴
U-20ウルグアイ代表でプレー経験があり、2011年の南米ユース選手権、FIFA U-20ワールドカップのメンバー候補に入っていたが、どちらも本大会のメンバーには選出されなかった。